# 남원 용담사지 칠층석탑
남원 용담사지 칠층석탑(南原 龍潭寺址 七層石塔)은 대한민국 전북특별자치도 남원시 주천면, 용담사에 있는 칠층석탑이다. 1971년 12월 2일 전라북도의 유형문화재 제11호로 지정되었다.

## 개요
용담사는 백제 성왕 때 창건하였다고 전하나, 통일신라 후기의 승려인 도선국사와 관련된 전설이 전해지고, 이곳에서 발견된 유물들을 볼 때에 통일신라 후기에 창건된 사찰로 보인다. 전설에 의하면 절이 세워지기 전에 근방에 있는 용담천에서 이무기가 나타나 사람들을 괴롭혔는데, 도선국사가 이 절을 세운 뒤부터는 행패를 부리지 않았다고 한다. 조선 전기의 숭유억불정책으로 절은 사라지고, 현재는 이 탑과 함께 석조여래입상(보물 제42호)과 석등이 남아 있다.
탑은 1층 기단(基壇) 위에 7층의 탑신(塔身)을 얹었는데, 너무 길쭉하고 홀쭉한데다가 지붕돌이 몸돌보다 두터워서 불안정한 모습이다. 기단은 하나의 돌로 간단하게 되어 있다. 탑신의 몸돌은 2층에서부터 급격히 줄어들었다. 지붕돌은 밑면의 받침이 1∼3층은 6단, 4층은 5단, 5층은 4단, 6∼7층은 3단으로, 위로 오를수록 받침수가 줄어들고 있으며, 윗면의 경사가 완만하고 네 귀퉁이도 희미하게 들려 있다.
전체적으로 투박하고 불안정한 모습으로, 고려시대의 탑으로 추측된다. 탑신의 5층 몸돌은 편편한 돌 2개를 양쪽으로 세워 위를 받치고 있는데, 이 불안정한 부분 때문에 탑이 기울어져 있어 보는 이들을 안타깝게 하고 있다.

## 같이 보기
- 용담사
- 남원 용담사지 석조여래입상 (보물 제42호)

## 참고 자료
- 용담사칠층석탑 - 국가유산청 국가유산포털